# Robert Arthur Humphreys
Robert Arthur Humphreys, detto Robin, (6 giugno 1907 – 2 maggio 1999), è stato uno storico britannico. Fu il primo professore di studi latinoamericani nel Regno Unito e il fondatore dell'Istituto di studi latinoamericani all'University College di Londra. I suoi libri trattano dell'emancipazione del Sud America, della diplomazia britannica in America centrale e dell'evoluzione della moderna America Latina.

## Biografia
Humphreys frequentò la Lincoln Grammar School e si laureò alla Peterhouse di Cambridge. Nel 1934 fu nominato assistente docente di storia americana presso l'University College di Londra (UCL).
Durante la Seconda Guerra Mondiale Humphreys lavorò presso il Foreign Office britannico. Dopo la guerra tornò alla UCL e fu promosso lettore, diventando, nel 1948, il primo professore britannico di storia latinoamericana.
Nel 1965 Humphreys fu il fondatore e direttore dell'Institute of Latin American Studies dell'Università di Londra, carica che mantenne fino al 1974. Dal 1965 al 1969 è stato anche presidente della Royal Historical Society.
Morì il 2 maggio 1999 all'età di 91 anni.

## Opere
- British Consular Reports on the Trade and Politics of Latin America, 1824-1826 (1940)[3]
- Latin America (1941)
- "The Study of Latin-American History in England"[4]
- William Robertson and his History of America (1954)
- "William Hickling Prescott: The Man and the Historian" (1959)[5]
- Tradition and Revolt in Latin America, and other essays (1969) Bloomsbury Publishing Plc[2]
- Latin America and the Second World War (2 vols., 1981-82)[2][6]
  - Volume 1: 1939-1942, Bloomsbury Academic, ISBN 978-1-47428-822-4
  - Volume 2: 1942-1945, Bloomsbury Academic, ISBN 978-1-47428-825-5